# Abraham Bock
Abraham Bock zu Pollach, modernisiert auch Abraham von Bock (* 1531; † 6. Oktober 1603) war ein kursächsischer Hofbeamter und Rittergutsbesitzer.

## Leben
Bock stammte aus dem schlesischen Adelsgeschlecht Bock, das zunächst nicht das Prädikat „von“ führte, sondern zur Unterscheidung von anderen Trägern des Namens Bock häufig den Zusatz „zu Pol(l)ach“ nach dem Gut Polach bei Lüben verwendete.
Nach dem Besuch des Gymnasiums in Goldberg studierte er an den Universitäten Wien, Leipzig, Basel und Bologna. Nach der Rückkehr aus Italien erhielt er 1559 von Kurfürst August von Sachsen eine Anstellung am Hof in Dresden. Bereits nach einem Jahr erhielt er den Titel „Hofrat“, 1571 wurde er zum Hofmarschall, 1592 zum Geheimen Rat und zuletzt 1597 zum Oberhofricht am Oberhofgericht zu Leipzig ernannt.
Abraham Bock nahm an zahlreichen Gesandtschaften teil. So musste er 1562 und 1565 in heiklen Missionen in die Niederlande reisen. Kurfürst Augusts Nichte und Pflegetochter Anna führte dort mit ihrem Gemahl Prinz Wilhelm von Oranien eine Ehe, welche zunehmend voller Konflikte war, die Bock wohl zu ermitteln hatte. Vordergründig sollte er allerdings die noch durch Annas Gemahl offen gelassene Frage ihrer Wittums- und Leibgüter regeln.
In einer weiteren delikaten familiären Angelegenheit musste Bock 1579 Kurfürst Augusts Tochter Elisabeth von Dresden aus in die Pfalz begleiten. Dort hatte er die Aufgabe die Ursachen für ihre zunehmenden Familienkonflikte mit ihrem Gemahl Johann Kasimir von der Pfalz zu ermitteln und diese zu lösen. Von Bock sehr geschickt vermittelt, gelang es ihm dennoch nur begrenzte Zeit den Frieden zwischen den Ehepartnern herzustellen.
Bereits nach sechs Jahren im kurfürstlichen Dienst erhielten Bock und seine männlichen Erben 1565 aufgrund seiner geleisteten Dienste von Kurfürst August die Anwartschaft auf die Güter von Hermann und Hans Rost in Flarchheim. Diese Tatsache hielt Abraham Bock auch in seinem Testament vom 18. Oktober 1600 fest. Als 1617 Hans Rost als letzter männlicher Vertreter seiner Familie ausstarb, machten Bocks Nachkommen diese Anwartschaft bei Kurfürst Johann Georg I. geltend. Es handelte sich dabei um Bocks Enkel Hans Abraham Bock.
1582 kaufte er die Herrschaft Großpriesen in Böhmen.
Er beschäftigte sich in seiner Freizeit mit Poesie und schrieb Gedichte, die er drucken ließ.
Abraham war zweimal verheiratet.